# アスラルディン・プトラ・オマール
モフド・アスラルディン・プトラ・オマール（マレー語: Mohd Asraruddin Putra Omar、1988年3月26日 - ）は、マレーシアの元サッカー選手。元マレーシア代表で、現役時代のポジションはDF。

## 経歴
アスラルディンは2007 チャンピオンズ・ユース・カップではU-19代表の副主将を務め、パリ・サンジェルマンFC戦ではモハマド・ブンヤミン・ウマルに代わってキャプテンマークを巻いた。
2007年11月には、オランダのPSVアイントホーフェンのトライアルに一週間参加。アイントホーフェンがチャンピオンズ・ユース・カップでのアスラルディンの活躍に興味を持っての事であったと言う。
アスラルディンはU-23代表としては2008年5月15日のアイルランド代表戦でデビューし、A代表としては同年7月22日のインド代表戦でデビューを果たした。また、同月29日に行われたマレーシア・イレブン対チェルシーFC戦にも出場しているが、この試合は0-2で敗北した。

## タイトル

### クラブ
セランゴールFA
- スルタン・ハジ・アーマド・シャー・カップ  : 2009, 2010
- マレーシア・スーパーリーグ (2) : 2009, 2010
- ピアラFAマレーシア (1) : 2009

ジョホール・ダルル・タクジムFC
- スルタン・ハジ・アーマド・シャー・カップ: 2015
- マレーシア・スーパーリーグ (3) : 2014, 2015, 2016
- マレーシアカップ: 2014
- ピアラFAマレーシア準優勝: 2013
- AFCカップ: 2015

### 代表
マレーシア
- 東南アジアサッカー選手権優勝: 2010
- 東南アジア競技大会 (2) : 2009, 2011
- Fifa World Cup U12